# ミミグロレンジャクモドキ

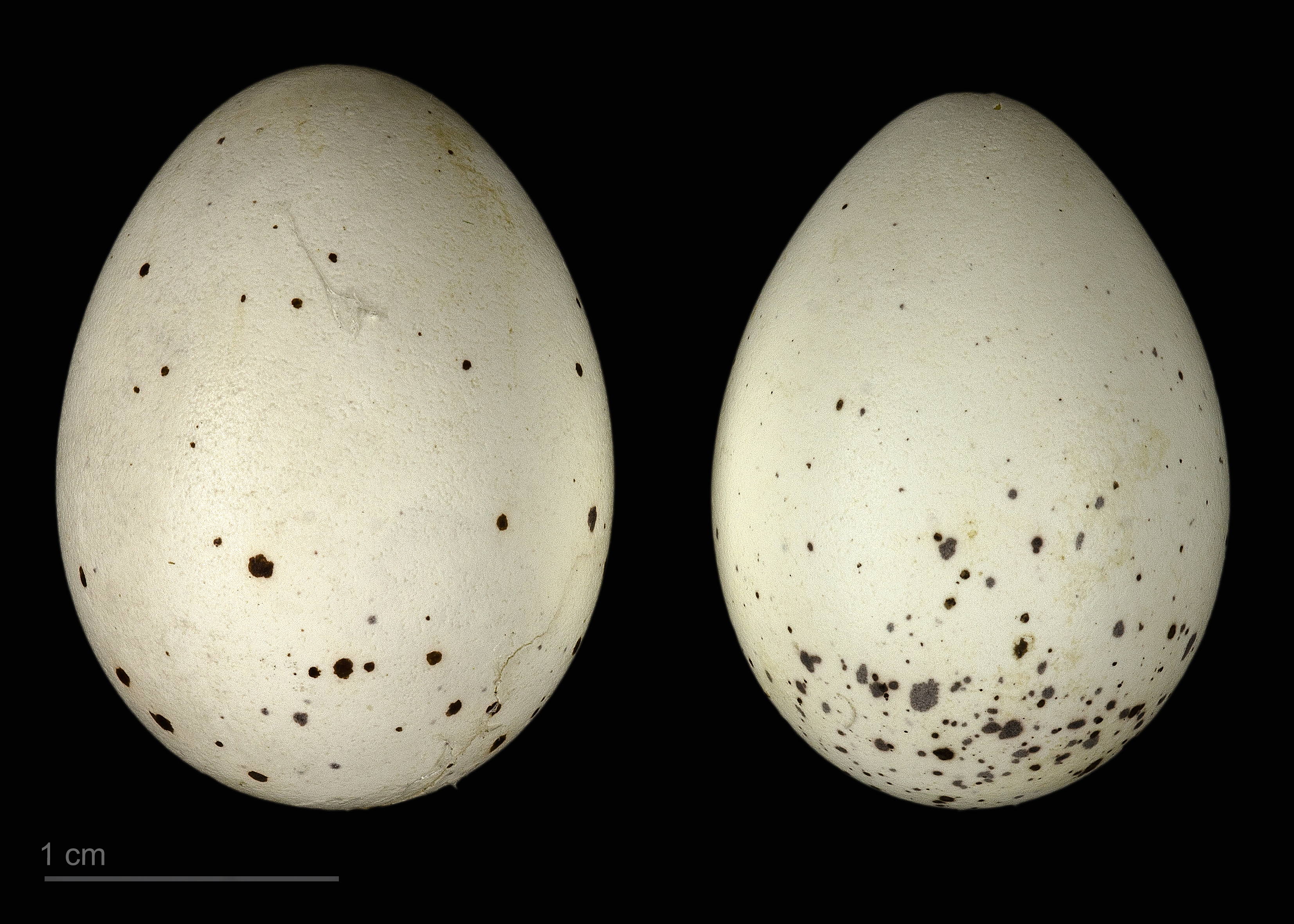
Hypocolius ampelinus

ミミグロレンジャクモドキ（Hypocolius ampelinus）は、鳥綱スズメ目Hypocoliidaeミミグロレンジャクモドキ属に分類される鳥類。本種のみでHypocoliidaeミミグロレンジャクモドキ属を構成する。

## 分布
アフガニスタン、アラブ首長国連邦、イエメン、イラク、イラン、インド、カタール、クウェート、サウジアラビア、トルクメニスタン、バーレーン、パキスタン

## 分類
以前はレンジャク科に分類されていた。